# Philipp Grimm (Schauspieler)
Philipp Grimm (* 21. August 1984 in Fulda) ist ein deutscher Schauspieler.

## Leben
Grimm besuchte ab 2004 die Otto-Falckenberg-Schule in München, die er 2008 erfolgreich abschloss. Während seiner Schauspielausbildung wirkte er in mehreren Produktionen an der Otto-Falckenberg-Schule mit. So spielte er in „Das Käthchen von Heilbronn“ und Arthur Schnitzlers „Liebelei“. 2007 gab er sein Bühnendebüt außerhalb Münchens. Am Theater Augsburg spielte er in „Push Up 1-3“ von Roland Schimmelpfennig mit. 2008 gastierte er mit dem Stück „Der Wolf ist tot“ an den Münchner Kammerspielen. Mit dieser Inszenierung gewannen Philipp Grimm und sein Schauspielschuljahrgang den Ensemble-Preis bei den Bayerischen Theater Tagen in Fürth und beim Schauspielschultreffen in Salzburg.
Nach seinem Abschluss gastierte er an verschiedenen Häusern in München und Umgebung, ehe er 2010 sein erstes Festengagement am Jungen Schauspielhaus Düsseldorf antrat. Dort gab er in Hermann Hesses „Demian“ mit der Rolle des Emil Sinclair sein Debüt. Für seine Leistung wurde Philipp Grimm als bester Nachwuchsschauspieler bei den NRW-Kritikerumfragen genannt. Mit der Spielzeit 2011/2012 wechselte Grimm an das Staatstheater Braunschweig.
Seit der Spielzeit 2017/2018 ist Grimm am Staatsschauspiel Dresden engagiert.
Grimm ist Mitglied bei Die Linke Dresden. Er kandidiert 2024 für die Wahl zum Stadtrat Dresden-Neustadt.

## Theater (Auswahl)
Otto-Falckenberg-Schule 2006–2007
- Liebelei von A. Schnitzler, Rolle: Theodor, Regie: Anne Lenk
- Das Käthchen von Heilbronn von Kleist, Rolle: Ritter Flammberg, Regie: Anne Lenk

Theater Augsburg 2007
- Push Up 1-3 von Roland Schimmelpfennig, Rolle: Frank, Regie: Anne Lenk

Münchner Kammerspiele 2008
- Der Wolf ist tot, Regie: Stefan Otteni

Team Theater Tankstelle München 2008
- Spieltrieb von Juli Zeh, Rolle: Olaf, Regie: Oliver Zimmer

Kleines Theater Kammerspiele Landshut 2009
- Aussetzer von Lutz Hübner, Rolle: Sven, Regie: Konstantin Moreth

Junges Schauspielhaus Düsseldorf 2010–2010
- Demian von Hermann Hesse, Rolle: Emil Sinclair, Regie: Daniela Löffner
- Rico Oskar und die Tieferschatten von Andreas Steinhöfel, Rolle: Oskar, Regie: Rene Schubert
- Pünktchen und Anton von Erich Kästner, Rolle: Herr Zeigefinger, Regie: Franziska Steiof

Staatstheater Braunschweig 2011–2017
- Kabale und Liebe von Friedrich Schiller, Rolle: Ferdinand, Regie: Daniela Löffner
- Verrücktes Blut von Nurkan Erpulat, Rolle: Hakim, Regie: Catja Baumann
- Abgesoffen von C.E. Lopez, Rolle P, Regie: Simon Paul Schneider
- Amerika von Franz Kafka, Rolle: Heizer, Mak, Robinson, Regie: Nicolai Sykosch
- Die Kontrakte des Kaufmanns von J. Jelinek, Regie Marc Becker
- Montecore, ein Tiger auf zwei Beinen von Jonas Hassen Khemiri, Regie: Mina Salehpour
- Der Sturm von William Shakespeare, Rolle: Gonzalo, Trinculo, Regie: Daniela Löffner
- Der gute Mensch von Sezuan von Bertolt Brecht, Rolle: Neffe, Yang Sun, Regie: Michael Talke
- Emilia Galotti von Gotthold Ephraim Lessing, Rolle: Marinelli, Regie: Daniela Löffner
- Homo faber von Max Frisch, Rolle: Homo faber, Kurt, Regie: Anna Bergmann
- Polnische Perlen, Rolle: Kamilla, Regie: Werkgruppe II
- Mein Kampf von George Tabori, Rolle: Adolf Hitler, Regie: Daniela Löffner
- Das Ding von Philipp Löhle, Rolle: Thomas, Wang, Regie: Mina Salehpour
- Im Westen nichts Neues von Erich Maria Remarque, Rolle: Paul Bäumer, Regie: Nicolai Sykosch
- Minna von Barnhelm von Gotthold Ephraim Lessing, Rolle: Major von Tellheim, Regie: Michael Talke
- Der Luftangriff auf Halberstadt am 8. April 1945 von Alexander Kluge, Rolle: Ensemble, Regie: Max Hanisch
- Dantons Tod von Georg Büchner, Rolle: Saint Just und Chor, Regie: Martin Schulze
- Raus aus dem Swimmingpool, rein in mein Haifischbecken von Laura Naumann, Rolle: Nikita, Regie: Anna Sina Fries
- Die Banditen (Les Brigands) von Jacques Offenbach, Rolle: Carmagnola, Antonio, Regie: Michael Talke
- Die Jungfrau von Orleans von Friedrich Schiller, Rolle: König Karl der siebente, Regie: Stephan Rottkamp
- (Die) Räuber von Friedrich Schiller, Rolle: Franz von Moor, Regie: Juliane Kann
- Das Dschungelbuch von Rudyard Kipling, Rolle: Ensemble, Regie: Juliane Kann
- Alles Weitere kennen Sie aus dem Kino von Martin Crimp, Rolle: Polyneikes, Mädchen, leise sprechende Offizier, Regie: Mina Salehpour
- Terror von Ferdinand von Schirach, Rolle: Lars Koch, Regie: Nikolai Sykosch
- Betrunkene von Iwan Wyrypajew, Rolle: Max, Regie: Stephan Rottkamp

Staatsschauspiel Dresden seit 2017
- Professor Bernhardi von Arthur Schnitzler, Rolle: Oskar Bernhardi, Regie: Daniela Löffner
- In seiner frühen Kindheit ein Garten von Christoph Hein, Rolle: Heiner Zurek, Regie: Friederike Heller
- Das große Heft von Agota Kristof, Rolle: Chor, Regie: Ulrich Rasche
- Wir sind auch nur ein Volk von Jurek Becker, Rolle: Theo Grimm, Regie: Tom Kühnel
- Früchte des Zorns nach Steinbeck, Rolle: Al Joad, Regie: Mina Salehpour
- Der Zauberberg von Thomas Mann, Rolle: Hans Castorp, Regie: Daniela Löffner
- Mein Kampf, Rolle: Adolf Hitler, Regie: Daniela Löffner
- Der Tartuffe oder Kapital und Ideologie von Soeren Voima nach Moliere und nach Kapital und Ideologie von Thomas Piketty Rolle: Tartuffe, Regie: Volker Lösch